# Nightdive Studios
Nightdive Studios es una compañía estadounidense desarrolladora de videojuegos que fue fundada el 7 de noviembre de 2012 por el artista de videojuegos Stephen Kick. Con sede en Portland, Oregón, la compañía es conocida por obtener derechos sobre videojuegos clásicos que ya no están disponibles o son injugables y actualizarlos para que sean compatibles con plataformas modernas y relanzarlos de forma digital en Steam o GOG.
La compañía cuenta con su propio motor gráfico llamado Kex Engine.

## Historia
Stephen Kick había sido un artista de personajes en Sony Online Entertainment, pero tenía el deseo de hacer sus propios juegos. Se tomó el tiempo de viajar alrededor del mundo, trayendo algunos videojuegos junto con él para encontrar inspiración, pero se sorprendió de no poder encontrar una manera legal de adquirir System Shock 2, que aparentemente había caído en Abandonware. Kick comenzó a investigar la situación y descubrió que los derechos de propiedad intelectual de System Shock 2 estaban atrapados entre Electronic Arts, el editor del juego, y Meadowbrook Insurance Group (una subsidiaria de Star Insurance Company) que había adquirido los Assets del juego después del cierre de Looking Glass Studios. Kick se acercó a Meadowbrook para negociar los derechos de System Shock 2 para poder portar el juego para sistemas modernos. Meadowbrook estuvo de acuerdo, y con eso, Kick fundó Nightdive Studios a fines de 2012. La versión finalmente se lanzó a través de GOG.com en febrero de 2013, donde System Shock 2 había sido uno de los juegos más solicitados por los consumidores.
Con este lanzamiento, Kick decidió continuar con Nightdive para traer a juegos más antiguos a los sistemas modernos. En 2013, el estudio lanzó versiones actualizadas de I Have No Mouth y I Must Scream, un videojuego diseñado por el autor de ciencia ficción Harlan Ellison y basado en su cuento homónimo, Wizardry VI, VII y 8, y dos títulos de Trilobyte The 7th Guest y The 11th Hour.
En 2014, Nightdive Studios reeditó 28 títulos del catálogo de juegos de aventuras para niños Humongous Entertainment, así como el clásico juego de aventuras de culto Bad Mojo. La compañía también generó especulaciones de que podría estar planeando relanzar The Operativo: No One Lives Forever, ya que las fuentes de noticias notaron un registro de marca registrada de Nightdive Studios que incluía material que hace referencia a la franquicia No One Lives Forever. El CEO Kick respondió a estos rumores diciendo que la compañía no podía hacer comentarios sobre futuras versiones por el momento. Más tarde, Kick reveló que efectivamente habían estado trabajando para tratar de adquirir los derechos de publicación de No One Lives Forever y su secuela, hasta el punto en que tenían el código fuente original para construir un remake del título, pero no pudo conseguir que las tres compañías con intereses en la propiedad intelectual de los juegos, Activision, 20th Century Fox y Warner Bros negociaran los derechos.
En febrero de 2015, el CEO Kick anunció que estaban trabajando para relanzar PowerSlave para los servicios de distribución digital con una ventaja adicional de portar la versión de Sega Saturn en el paquete. Kick también anunció que estaba trabajando con los desarrolladores originales de Noctropolis y que el código fuente original y el paquete actualizado incluirán música remasterizada, soporte para widescreen y correcciones de bugs que posee la versión original.
El 22 de septiembre de 2015, Nightdive Studios lanzó System Shock: Enhanced Edition que agrega soporte para resoluciones 4K, selector de fov, mouse libre y soporte con mods. Nightdive Studios ha anunciado desde entonces que ha adquirido todos los derechos de la serie System Shock, y está considerando desarrollar un tercer título de la serie, así como remakes para los dos títulos anteriores, trabajando con el artista conceptual original Robert Waters para algunos de los diseños.

## Juegos

### Juegos desarrollados por Nightdive Studios
| Año de lanzamiento | Título                         | Desarrollador                                    |
| ------------------ | ------------------------------ | ------------------------------------------------ |
| 2014               | Strife: Veteran Edition        | - Rogue Entertainment - Nightdive Studios        |
| 2015               | Spirits of Xanadu              | Good Morning, Commander                          |
| 2015               | System Shock: Enhanced Edition | - Looking Glass Technologies - Nightdive Studios |
| 2016               | Womb Room                      | Bearded Eye                                      |
| 2018               | Forsaken Remastered            | - Probe Entertainment - Nightdive Studios        |
| 2019               | Blood: Fresh Supply            | - Monolith Productions - Nightdive Studios       |
| 2020               | System Shock Remake            | Night Dive Studios                               |

### Relanzamientos
| Año de relanzamiento | Año de lanzamiento original | Título                                                             | Desarrollador                              | Editor Original                                        |
| -------------------- | --------------------------- | ------------------------------------------------------------------ | ------------------------------------------ | ------------------------------------------------------ |
| 2013                 | 1999                        | System Shock 2                                                     | - Looking Glass Studios - Irrational Games | Electronic Arts                                        |
| 2013                 | 1990                        | Wizardry 6: Bane of the Cosmic Forge                               | Sir-Tech                                   | Sir-Tech                                               |
| 2013                 | 1990                        | Wizardry 7: Crusaders of the Dark Savant                           | Sir-Tech                                   | Sir-Tech                                               |
| 2013                 | 2001                        | Wizardry 8                                                         | Sir-Tech Canada                            | Sir-Tech                                               |
| 2013                 | 1995                        | I Have No Mouth, and I Must Scream                                 | The Dreamers Guild                         | Cyberdreams                                            |
| 2013                 | 1999                        | Shadow Man                                                         | Acclaim Studios Teesside                   | Acclaim Entertainment                                  |
| 2013                 | 1993                        | The 7th Guest                                                      | Trilobyte                                  | Virgin Interactive Entertainment                       |
| 2013                 | 1995                        | The 11th Hour                                                      | Trilobyte                                  | Virgin Interactive Entertainment                       |
| 2014                 | 1996                        | Harvester                                                          | DigiFX Interactive                         | Merit Studios                                          |
| 2014                 | 1997                        | Spy Fox in "Dry Cereal"                                            | Humongous Entertainment                    | Humongous Entertainment                                |
| 2014                 | 1996                        | Putt-Putt and Pep's Balloon-o-Rama                                 | Humongous Entertainment                    | Humongous Entertainment                                |
| 2014                 | 1996                        | Freddi Fish and Luther's Maze Madness                              | Humongous Entertainment                    | Humongous Entertainment                                |
| 2014                 | 1992                        | Putt-Putt Joins the Parade                                         | Humongous Entertainment                    | Humongous Entertainment                                |
| 2014                 | 1996                        | Pajama Sam: No Need to Hide When It's Dark Outside                 | Humongous Entertainment                    | Humongous Entertainment                                |
| 2014                 | 1994                        | Freddi Fish and the Case of the Missing Kelp Seeds                 | Humongous Entertainment                    | Humongous Entertainment                                |
| 2014                 | 1999                        | Spy Fox 2: "Some Assembly Required"                                | Humongous Entertainment                    | Humongous Entertainment                                |
| 2014                 | 1996                        | Putt-Putt and Pep's Dog on a Stick                                 | Humongous Entertainment                    | Humongous Entertainment                                |
| 2014                 | 1996                        | Freddi Fish and Luther's Water Worries                             | Humongous Entertainment                    | Humongous Entertainment                                |
| 2014                 | 1998                        | Pajama Sam 2: Thunder and Lightning Aren't so Frightening          | Humongous Entertainment                    | Humongous Entertainment                                |
| 2014                 | 1996                        | Freddi Fish 2: The Case of the Haunted Schoolhouse                 | Humongous Entertainment                    | Humongous Entertainment                                |
| 2014                 | 1993                        | Putt-Putt Goes to the Moon                                         | Humongous Entertainment                    | Humongous Entertainment                                |
| 2014                 | 1994                        | Putt-Putt and Fatty Bear's Activity Pack                           | Humongous Entertainment                    | Humongous Entertainment                                |
| 2014                 | 1997                        | Putt-Putt Travels Through Time                                     | Humongous Entertainment                    | Humongous Entertainment                                |
| 2014                 | 2001                        | Spy Fox 3: "Operation Ozone"                                       | Humongous Entertainment                    | Infogrames                                             |
| 2014                 | 2000                        | Pajama Sam 3: You Are What You Eat from Your Head to Your Feet     | Humongous Entertainment                    | Humongous Entertainment                                |
| 2014                 | 1998                        | Freddi Fish 3: The Case of the Stolen Conch Shell                  | Humongous Entertainment                    | Humongous Entertainment                                |
| 2014                 | 1998                        | Spy Fox in Cheese Chase                                            | Humongous Entertainment                    | Humongous Entertainment                                |
| 2014                 | 2003                        | Pajama Sam: Life Is Rough When You Lose Your Stuff!                | Humongous Entertainment                    | Atari, Inc.                                            |
| 2014                 | 1999                        | Freddi Fish 4: The Case of the Hogfish Rustlers of Briny Gulch     | Humongous Entertainment                    | Humongous Entertainment                                |
| 2014                 | 1998                        | Putt-Putt Enters the Race                                          | Humongous Entertainment                    | Humongous Entertainment                                |
| 2014                 | 2000                        | Putt-Putt Joins the Circus                                         | Humongous Entertainment                    | Humongous Entertainment                                |
| 2014                 | 2003                        | Putt-Putt: Pep's Birthday Surprise                                 | Humongous Entertainment                    | Atari, Inc.                                            |
| 2014                 | 1999                        | Spy Fox in Hold the Mustard                                        | Humongous Entertainment                    | Humongous Entertainment                                |
| 2014                 | 1997                        | Pajama Sam's Sock Works                                            | Humongous Entertainment                    | Humongous Entertainment                                |
| 2014                 | 1998                        | Pajama Sam's Lost & Found                                          | Humongous Entertainment                    | Humongous Entertainment                                |
| 2014                 | 2001                        | Freddi Fish 5: The Case of the Creature of Coral Cove              | Humongous Entertainment                    | Infogrames                                             |
| 2014                 | 1994                        | Tex Murphy: Under a Killing Moon                                   | Access Software                            | Access Software                                        |
| 2014                 | 1989                        | Tex Murphy: Mean Streets                                           | Access Software                            | Access Software                                        |
| 2014                 | 1991                        | Tex Murphy: Martian Memorandum                                     | Access Software                            | Access Software                                        |
| 2014                 | 1996                        | Tex Murphy: The Pandora Directive                                  | Access Software                            | Access Software                                        |
| 2014                 | 1998                        | Tex Murphy: Overseer                                               | Access Software                            | Access Software                                        |
| 2014                 | 1995                        | Putt-Putt Saves the Zoo                                            | Humongous Entertainment                    | Humongous Entertainment                                |
| 2014                 | 1996                        | Bad Mojo Redux                                                     | Pulse Entertainment                        | - Acclaim Entertainment - Got Game Entertainment       |
| 2014                 | 1990                        | Sid Meier's Covert Action                                          | MPS Labs                                   | MicroProse                                             |
| 2014                 | 1993                        | Sid Meier's Pirates! Gold Plus                                     | - MicroProse - MPS Labs                    | MicroProse                                             |
| 2014                 | 1994                        | Sid Meier's Colonization                                           | MicroProse                                 | MicroProse                                             |
| 2014                 | 1992                        | Rex Nebular and the Cosmic Gender Bender                           | MicroProse                                 | MicroProse                                             |
| 2014                 | 1989                        | Sword of the Samurai                                               | MPS Labs                                   | MicroProse                                             |
| 2014                 | 1994                        | Dragonsphere                                                       | MPS Labs                                   | MicroProse                                             |
| 2014                 | 1992                        | Darklands                                                          | MPS Labs                                   | MicroProse                                             |
| 2014                 | 1993                        | BloodNet                                                           | MicroProse                                 | MicroProse                                             |
| 2014                 | 2001                        | Pajama Sam: Games to Play on Any Day                               | Humongous Entertainment                    | Infogrames                                             |
| 2014                 | 1993                        | Fatty Bear's Birthday Surprise                                     | Humongous Entertainment                    | Humongous Entertainment                                |
| 2014                 | 1996                        | Deadlock: Planetary Conquest                                       | Accolade                                   | Accolade                                               |
| 2014                 | 1998                        | Deadlock II: Shrine Wars                                           | - Cyberlore Studios - Accolade             | Accolade                                               |
| 2014                 | 1999                        | Redline                                                            | Beyond Games                               | Accolade                                               |
| 2014                 | 1999                        | Slave Zero                                                         | Infogrames North America                   | Infogrames North America                               |
| 2014                 | 1997                        | 7th Legion                                                         | - Epic MegaGames - Vision Software         | MicroProse                                             |
| 2014                 | 2000                        | B-17 Flying Fortress: The Mighty 8th                               | Wayward Design                             | Hasbro Interactive                                     |
| 2014                 | 1991                        | F-117A Nighthawk Stealth Fighter 2.0                               | MPS Labs                                   | MicroProse                                             |
| 2014                 | 1994                        | Fleet Defender: The F-14 Tomcat Simulation                         | MicroProse                                 | MicroProse                                             |
| 2014                 | 1989                        | Silent Service                                                     | MicroProse                                 | MicroProse                                             |
| 2014                 | 1992                        | Task Force 1942: Surface Naval Action in the South Pacific         | MPS Labs                                   | MicroProse                                             |
| 2014                 | 1995                        | Across the Rhine                                                   | MPS Labs                                   | MicroProse                                             |
| 2014                 | 1991                        | Command HQ                                                         | Ozark Softscape                            | Microplay Software                                     |
| 2014                 | 1996                        | Eradicator                                                         | Accolade                                   | Accolade                                               |
| 2014                 | 1998                        | NAM                                                                | TNT Team                                   | GT Interactive Software                                |
| 2014                 | 1990                        | Silent Service 2                                                   | MPS Labs                                   | MicroProse                                             |
| 2014                 | 1993                        | The Labyrinth of Time                                              | Terra Nova Development                     | - Electronic Arts - The Wyrmkeep Entertainment Co.     |
| 2014                 | 1994                        | Inherit the Earth: Quest for the Orb                               | The Dreamers Guild                         | - New World Computing - The Wyrmkeep Entertainment Co. |
| 2015                 | 1994                        | 1942: The Pacific Air War                                          | MPS Labs                                   | MicroProse                                             |
| 2015                 | 1992                        | Challenge of the Five Realms: Spellbound in the World of Nhagardia | MicroProse                                 | MicroProse                                             |
| 2015                 | 1988                        | F-19 Stealth Fighter                                               | MicroProse                                 | MicroProse                                             |
| 2015                 | 1991                        | Hyperspeed                                                         | MPS Labs                                   | MicroProse                                             |
| 2015                 | 1990                        | Knights of the Sky                                                 | MicroProse                                 | MicroProse                                             |
| 2015                 | 1995                        | Let's Explore the Jungle                                           | Humongous Entertainment                    | Humongous Entertainment                                |
| 2015                 | 1995                        | Let's Explore the Farm                                             | Humongous Entertainment                    | Humongous Entertainment                                |
| 2015                 | 1995                        | Let's Explore the Airport                                          | Humongous Entertainment                    | Humongous Entertainment                                |
| 2015                 | 1998                        | Z.A.R.                                                             | Maddox Games                               | Auric Vision                                           |
| 2015                 | 1997                        | MadSpace: To Hell and Beyond                                       | Maddox Games                               | Auric Vision                                           |
| 2015                 | 1997                        | Tony Tough and the Night of Roasted Moths                          | Nayma Software                             | - Nayma Software - Got Game Entertainment              |
| 2015                 | 1996                        | Terra Nova: Strike Force Centauri                                  | Looking Glass Technologies                 | Looking Glass Technologies                             |
| 2015                 | 1997                        | Big Thinkers! Kindergarten                                         | Humongous Entertainment                    | Humongous Entertainment                                |
| 2015                 | 1997                        | Big Thinkers! 1st Grade                                            | Humongous Entertainment                    | Humongous Entertainment                                |
| 2015                 | 1997                        | Noctropolis                                                        | Flashpoint Studios                         | Electronic Arts                                        |
| 2015                 | 1996                        | Timelapse                                                          | GTE Entertainment                          | GTE Entertainment                                      |
| 2015                 | 1994                        | System Shock: Classic                                              | Looking Glass Studios                      | Origin Systems                                         |
| 2015                 | 1989                        | Tank: The M1A1 Abrams Battle Tank Simulation                       | Sphere, Inc.                               | Spectrum HoloByte                                      |
| 2015                 | 1999                        | World War II GI                                                    | TNT Team                                   | GT Interactive Software                                |
| 2015                 | 1993                        | Starlord                                                           | Third Millennium Software                  | MicroProse                                             |
| 2015                 | 1997                        | Turok: Dinosaur Hunter                                             | Iguana Entertainment                       | Acclaim Entertainment                                  |
| 2016                 | 1995                        | D: The Game                                                        | WARP                                       | Acclaim Entertainment                                  |
| 2016                 | 1996                        | Titanic: Adventure Out of Time                                     | Cyberflix                                  | GTE Entertainment                                      |
| 2017                 | 1998                        | Turok 2: Seeds of Evil                                             | Iguana Entertainment                       | Acclaim Entertainment                                  |
| 2018                 | 1999                        | Machines: Wired for War                                            | Charybdis                                  | Acclaim Entertainment                                  |
| 2018                 | 1998                        | Forsaken                                                           | Probe Entertainment                        | Acclaim Entertainment                                  |
| 2019                 | 1997                        | Blood                                                              | Monolith Productions                       | GT Interactive Software                                |
| 2020                 | 1998                        | SiN                                                                | Ritual Entertainment                       | Activision                                             |
| 2020                 | 1997                        | Doom 64                                                            | Midway Games                               | Bethesda Softworks                                     |
| 2020                 | 1997                        | Blade Runner: Enhanced Edition                                     | Westwood Studios                           | Virgin Interactive                                     |
| 2021                 | 1999                        | Shadow Man: Remastered                                             | Acclaim Studios Teesside                   | Acclaim Entertainment                                  |